# 透明光
《透明光》是倪匡筆下著名科幻小說衛斯理系列之一，編號10，連載於1965年2月20日至7月22日的《明報》（包括《真空密室之謎》） 。故事分為上、下兩部，下半部為《真空密室之謎》。

## 內容簡述[2]

### 神秘的黃銅箱子
衛斯理的好友王俊從埃及寄了一個箱子給他，箱子上是一個神秘的浮雕。浮雕共分出一百格小格子，而有九十九塊小銅片被嵌在那一百格格子中。九十九片銅片必須拚湊完成圖形，才能打開箱子。王俊希望衛斯理幫忙解開這個謎，但徒勞無功。數學家王彥是王俊的弟弟，則解開了這個謎，卻意外成了一具骷髏。

### 駭人的變異
衛斯理因驚慌過度而被王彥脫逃。為了再見王彥一面，衛斯理到王彥家中，未有遇上王彥，卻碰上了王彥的未婚妻燕芬。燕芬指王彥和羅蒙諾教授熟絡，並和衛斯理一起到羅蒙諾教授的家。

### 峭壁墜車
羅蒙諾教授和其管家都表示王彥沒有到來，於是燕芬和衛斯理回到王彥家中。三位警員來到王彥家中，向燕芬和衛斯理指警方在峭壁發現王彥車子的殘骸，但找不到屍體。眾人到案發現場，衛斯理在車子的殘骸中找不到血跡，推測王彥不在車中。衛斯理懷疑案件與羅蒙諾教授和其管家有關，和燕芬再到羅蒙諾教授的家。

### 冷血的殺人狂
衛斯理在羅蒙諾教授家中廚房發現殺手勃拉克，逃走時被勃拉克發現，但衛斯理逢凶化吉。衛斯理並沒有告訴燕芬他的經歷，二人離開。衛斯理回家休息過後打電話到燕芬家中，對方卻說燕芬沒有回家。衛斯理推測燕芬到了羅蒙諾教授的家中，便快速駕車到羅蒙諾教授的家中。

### 撲朔迷離的教授身份
衛斯理在濃霧中遇上持槍的羅蒙諾，衛斯理以他的槍反要脅羅蒙諾。羅蒙諾否認識燕芬和勃拉克，於是衛斯理提出到儲物室。但儲物室不但沒有槍洞，而且更佈滿塵埃，衛斯理推測羅教授掩飾勃拉克的存在，於是離開。衛斯理駕車離開時，發現陡峭的路上佈滿油漬的同時，煞車掣也被破壞。衛斯理跳車逃生不久，汽車便撞毀起火。衛斯理發現佈局者正是勃拉克，也發現他的一個弱點。

### 骷髏精又來了
王彥的女友燕芬拜訪衛斯理，發現她也變成「骷髏精」。燕芬逃走後，衛斯理托人調查燕芬和王彥的下落，但沒有結果。王彥突然打電話給衛斯理，請求衛斯理不要打聽他們的下落。衛斯理心亂如麻，在書房中隨意拿出「原色熱帶魚圖譜」時，突然想起一個瘋狂的念頭。

### 兩個透明人
衛斯理推測燕芬和王彥與透明魚有相近之處。為了尋找二人的藏身之處，衛斯理聯絡警方要求幫助，並在直升機盤旋多小時後發現王彥的遊艇停拍在一個島旁。衛斯理登島，看見一個帳幕裏有兩具完整的白骨。衛斯理擔心他們害怕見人，便偷聽二人的對話，竟得悉勃拉克的消息。衛斯理決定離開並設法了解事情的來龍去脈，而為防二人逃跑，衛斯理離開前破壞王彥的遊艇。

### 情報員之死
第二天衛斯理登上直升機，發現傑克中校也在。傑克感謝衛斯理提供勃拉克的情報和告知一位情報員遭到了勃拉克的暗算。衛斯理不想介入此事，與傑克不歡而散。一位高級國際警察部隊人員打電話給衛斯理，希望衛斯理能與傑克聯絡。衛斯理打電話給傑克，但二人再次吵罵。二人剛結束通話，有人突然準備入衛斯理的書房。衛斯理躲進門旁的暗門裏視察書房的環境，但在房門被打開和關上時竟完全看不見有任何人進出，只看見椅子的坐墊陷了下去。

### 看不見的敵人
透明人留下充滿殺氣的字條警告衛斯理。衛斯理聯絡傑克，並到達秘密工作組的總部會面，傑克指出字條的筆跡是勃拉克。傑克和衛斯理商討如何對付透明的勃拉克之際，突然發覺透明的勃拉克在身旁，二人方寸大亂，勃拉克藉混亂中逃去。混亂過後，傑克交代勃拉克東來的任務。

### 變透明的經過
衛斯理和一位情報員交換衣服後離開，並委託其進出口行經理準備遊艇和用具。衛斯理到島上與燕芬和王彥隔著帳幕交談，了解到王彥，燕芬和勃拉克先後變透明的經過。衛斯理為了尋找解救的方法，便動身到埃及。在埃及機場，王俊和一個索帕族最後一代的酋長與衛斯理會面，而這酋長是黃銅箱子的持有人。

### 蘇拉神廟中的祭室
王俊向衛斯理交代向酋長依格得到黃銅箱子的經過。衛斯理想到神廟解決問題，於是王俊，衛斯理和依格三人乘搭殘舊的飛機前往神廟。在飛機上，衛斯理竟發現前面的乘客是羅蒙諾教授。

### 死亡沙漠之旅
羅蒙諾教授與依格討論起了爭執，羅蒙諾教授以軍用手槍脅迫王俊和衛斯理，命令二人帶著降落傘跳下飛機。衛斯理與王俊在沙漠中降落，並向神廟方向前進。第二天，一架神秘的直升機出現，一位阿拉伯人持槍步近衛斯理與王俊所在之處。衛斯理出其不意制服了阿拉伯人和駕駛員。
待續

## 主要人物
- 衛斯理 - 主角，好管閒事的人
- 王俊 - 衛斯理的好友，從埃及寄了一口神奇的箱子給衛斯理，引起天翻地覆的變化
- 王彥 - 王俊的弟弟，受衛斯理之託揭開謎題，因為拼出箱上的浮雕，開啟箱子變成「骷髏精」
- 燕芬 - 王彥的未婚妻，後來與王彥一起變成「骷髏精」
- 勃拉克　- 號稱冷血的殺人王，使用自己發明改良的武器，進行任務
- 羅蒙諾教授 - 王彥的指導教授，大學數學系的教授
- 傑克中校 - 警方特別工作室主任，與衛斯理合力對抗隱形人勃拉克
- 依格 - 印加索帕族最後一位傳人

## 電視劇
- 台灣中華電視公司以國語於1983年7月11日星期一至7月15日星期五，每日晚上八時至九時三分播出「科幻劇場」之《透明光》，合計共5集。為華視「衛斯理傳奇」系列劇集第一個故事。
  - 楊光友 飾演 衛斯理
  - 劉芳英 飾演 白素
  - 導播：林京珍

## 廣播劇
- 香港電台第一台於1984年2月13日至3月5日，逢星期一至五中午十二時半〈驚心動魄〉時段，以粵語首播《透明光》廣播劇，合共15集。
  - 監製：李安求
  - 編導：梁繼璋
  - 編劇: 伍永
  - 播音
    - 李學斌 飾演 衛斯理
    - 蔡雅各 飾演 王彥
    - 楊麗仙 飾演 燕芬
    - 曲家穗 飾演 勃拉克
    - 林友榮 飾演 羅蒙諾教授
    - 區永漢 飾演 拉利
    - 莫家駒 飾演 王俊
    - 溫泉 飾演 蔡伯
    - 陳炳球 飾演 傑克中校/燕芬家人
    - 李再唐 飾演 黃偵探
    - 梁繼璋 飾演 速遞員/警察
    - 魏便利 飾演 警察
    - 曾永強 飾演 納爾遜/陳醫生
    - 簡偉安 飾演 麥克沙展
    - 朱曼子 飾演 接線生/接待員

- 香港商業電台以粵語於1986年星期一至五，每日下午三時正播出《透明光》廣播劇，合共17集。為商台衛斯理廣播劇系列第二個故事。
  - 監製：金貴
  - 改編：圓方
  - 配音
    - 朱子聰 飾演 衛斯理
    - 錢佩卿 飾演 白素
    - 馮天衡 飾演 王彥
    - 莫佩雯 飾演 燕芬
    - 盧雄　 飾演 傑克中校/費沙族長
    - 楊廣培 飾演 王俊
    - 陳森 飾演 羅蒙諾教授/尤普多
    - 陳永信 飾演 依格/羅蒙諾管家/薩利
    - 黎昭偃 飾演 葛地教授
    - 金貴 飾演 艾泊/老蔡
    - 黃仕光 飾演 勃拉克　(第3及第7集)
    - 甄錦華 飾演 勃拉克　(第17集)
    - 吳忠泰 飾演 直昇機駕駛員/阿刺伯人/張技師
    - 馬淑逑 飾演 葛地教授秘書
    - 朱雪梅 飾演 阿刺伯老婦人
    - 葉佳 飾演 埃及老者
    - 李素冰 飾演 陳小姐(秘書)

- 广州广播电台於2004年起以粵語首播衛斯理廣播劇，由主播講出《透明光》故事。
  - 主播:吳克
  - 合共22集

## 其他
作者倪匡曾接受明窗出版商訪問，介紹此書。
作品灵感源自俗称“玻璃猫”的一种透明鱼类。不同于许多作品中描绘的隐形人神通广大，作品中的角色受到了“透明”的困扰。作者自序本作是其早期作品，篇幅过长而悬疑曲折程度稍显逊色。